# Mustafa Shakur
Mustafadden Abdush "Mustafa" Shakur (Filadelfia, Pensilvania, 18 de agosto de 1984) es un exjugador de baloncesto estadounidense que disputó 10 temporadas como profesional. Con 1,91 metros de altura, jugaba en la posición de base.

## Trayectoria deportiva

### Universidad
Jugó durante 4 temporadas con los Wildcats de la Universidad de Arizona, en los que promedió 10,2 puntos, 5,1 asistencias y 3,9 rebotes por partido. En su tercer año valoró la posibilidad de entrar en el Draft de la NBA, pero al no verse con posibilidades, optó por terminar su carrera universitaria. Consiguió en total 670 asistencias, quedando tercero en el ranking histórico de su universidad en ese apartado. En 2003, fue partícipe del McDonald's All-American Game, donde anotó 9 puntos.

### Profesional
No consiguió ser elegido en el Draft de la NBA de 2007. Participó en la Liga de Verano de Las Vegas, donde se destacó como un gran pasador, al promediar 6 asistencias por partido. Los Sacramento Kings se fijaron en él y lo contrataron junto a otro novato, Spencer Hawes, el 6 de julio de 2007. Antes de comenzar la temporada regular, fue cortado.
En la temporada 2007/08 decide dar el salto a Europa y ficha por el Asseco Prokom, de la liga polaca, con el que disputa la Euroliga y con el que se proclama campeón de la liga y copa de Polonia.
El 17 de septiembre de 2008 ficha por el TAU Vitoria, de la liga ACB, con el objetivo de acompañar a Pablo Prigioni en la dirección del conjunto vitoriano. No consigue adaptarse nunca a al baloncesto español, por lo que mediada la temporada rescinde su contrato con el conjunto vasco e inmediatamente firma un contrato hasta el final de la temporada 2008/09 con el Panellinios de Atenas, de la liga HEBA
Tras militar en Tulsa 66ers, de la NBA Development League, el 16 de marzo de 2010 firmó un contrato de 10 días con Oklahoma City Thunder.
Después de la gran temporada realizada en la liga de desarrollo, los New Orleans Hornets le dan la oportunidad de firmar un contrato para la temporada 2010-11.
Mustafa Shakur ha intentado ganarse un puesto en la NBA, pero ha pasado la mayor parte del tiempo disputando la NBDL. En verano de 2011, el base norteamericano decide volver a cruzar en Atlántico, fichando por el ÉB Pau-Orthez de la Liga Nacional de Baloncesto de Francia.
[actualizar]

## Estadísticas de su carrera en la NBA

### Temporada regular
| Año     | Equipo        | PJ | PT | MPP | %TC  | %3P  | %TL  | RPP | APP | ROB | TPP | PPP |
| ------- | ------------- | -- | -- | --- | ---- | ---- | ---- | --- | --- | --- | --- | --- |
| 2010-11 | Washington    | 22 | 0  | 7.2 | .356 | .100 | .533 | 1.0 | 1.1 | .2  | .1  | 2.3 |
| 2013-14 | Oklahoma City | 3  | 0  | 3.7 | .000 | .000 | .500 | .0  | 1.3 | .0  | .0  | .3  |
| Total   | Total         | 25 | 0  | 6.8 | .339 | .091 | .529 | .9  | 1.2 | .2  | .1  | 2.1 |